# 33. jízdní divize SS (3. maďarská)
33. Waffen-Kavallerie-Division der SS (ungarische Nr. 3) byla založena v prosinci 1944. Její mužstvo tvořili příslušníci Heimatschutzu, což byla vojenská organizace složená z maďarských Volksdeutsche (Němci žijící mimo území Německé říše). Větší přednost měla ale výstavba 31. dobrovolnické granátnické divize SS a 22. dobrovolnické jízdní divize SS „Maria Theresia“. Proto také divize obdržela minimum mužstva a téměř žádné vybavení (mnozí vojáci dokonce neobdrželi ani uniformy). V lednu 1945 se zapojila do bojů poblíž Budapešti společně s divizemi „Florian Geyer“ a „Maria Theresia“. Ještě téhož měsíce byla kompletně zničena a ti, kteří přežili, byli přepraveni do Rakouska, kde se stali členy Volkssturmu. 33. divize byla znovu založena 2. února 1945 jako 33. granátnická divize SS „Charlemagne“ (1. francouzská).

## Velitelé
- SS-Oberführer László Deák (27. prosinec 1944 – 23. leden 1945)[2]